# Video CD
VCD (viết tắt của thuật ngữ kỹ thuật tiếng Anh Video Compact Disc) là một kỹ thuật nén phim ảnh (hình ảnh và âm thanh) trên đĩa CD. VCD có thể được chơi trên các máy đọc VCD, máy tính cá nhân, và nhiều máy đọc DVD.
Tiêu chuẩn VCD được sáng chế bởi Sony, Philips, Matsushita, và JVC vào năm 1993 và là một tiêu chuẩn của Sách Trắng.

## Lịch sử
VCD (Video Compact Disc) được giới thiệu năm 1993 bởi các hãng: Philips, JVC, Matsushita, và Sony trên cơ sở của CD-i và CD-ROM XA. Đĩa này chứa khoảng 74 phút video theo định dạng MPEG-1 (hoặc chứa âm thanh kỹ thuật số dạng ADPCM)
Năm 1993, hai tiêu chuẩn lưu trữ quang học mật độ cao (high-density) bắt đầu được phát triển, một là đĩa MultiMedia Compact Disc, được hỗ trợ bởi Philips và Sony, và định dạng còn lại là Super Density Disc, hỗ trợ bởi Toshiba, Time Warner, Matsushita Electric, Hitachi, Mitsubishi Electric, Pioneer, Thomson, và JVC. Tổng giám đốc IBM, Lou Gerstner, đóng vai trò như một người "mai mối", đã tạo nên một nguồn lực thúc đẩy hai bên tạo nên một định dạng chuẩn chung duy nhất, khi ông thấy trước sự tái hiện cuộc chiến định dạng videotape giữa VHS và Betamax vào những năm 1980.
SVCD (Super Video Compact Disc) là một định dạng chứa video ở độ phân giải cao hơn so với chuẩn VCD thông thường.